# Gare de Martinrive
La gare de Martinrive est une ancienne gare ferroviaire belge de la ligne 42, de Rivage à Gouvy-frontière, située sur le territoire de la commune d'Aywaille, en Région wallonne dans la province de Liège.
Elle est mise en service en 1885 par l'État belge. Elle est désormais fermée et son bâtiment est détruit.

## Situation ferroviaire
La gare de Martinrive se trouve entre les gares de Liotte (fermée) et d'Aywaille (ouverte).

## Histoire
La station de Martinrive est mise en service le 20 janvier 1885 par les Chemins de fer de l'État belge, lorsqu'ils ouvrent à l'exploitation la section de Rivage à Stoumont de la ligne de l’Amblève.

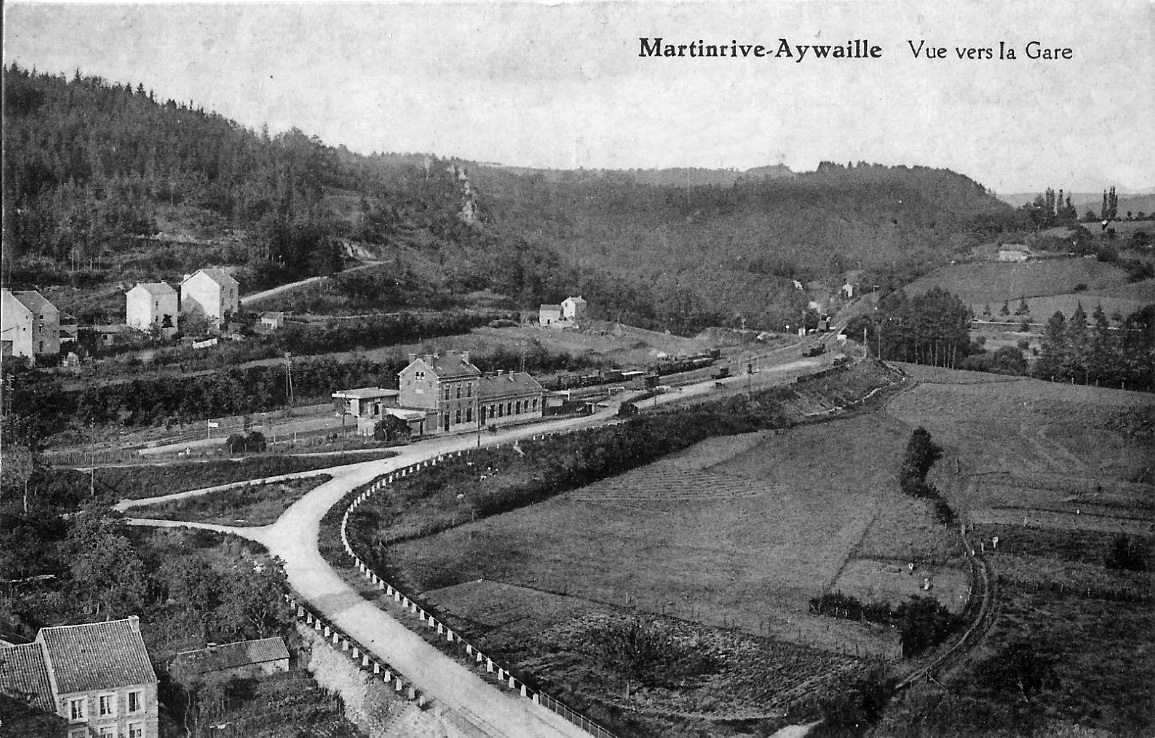
La gare et son environnement.

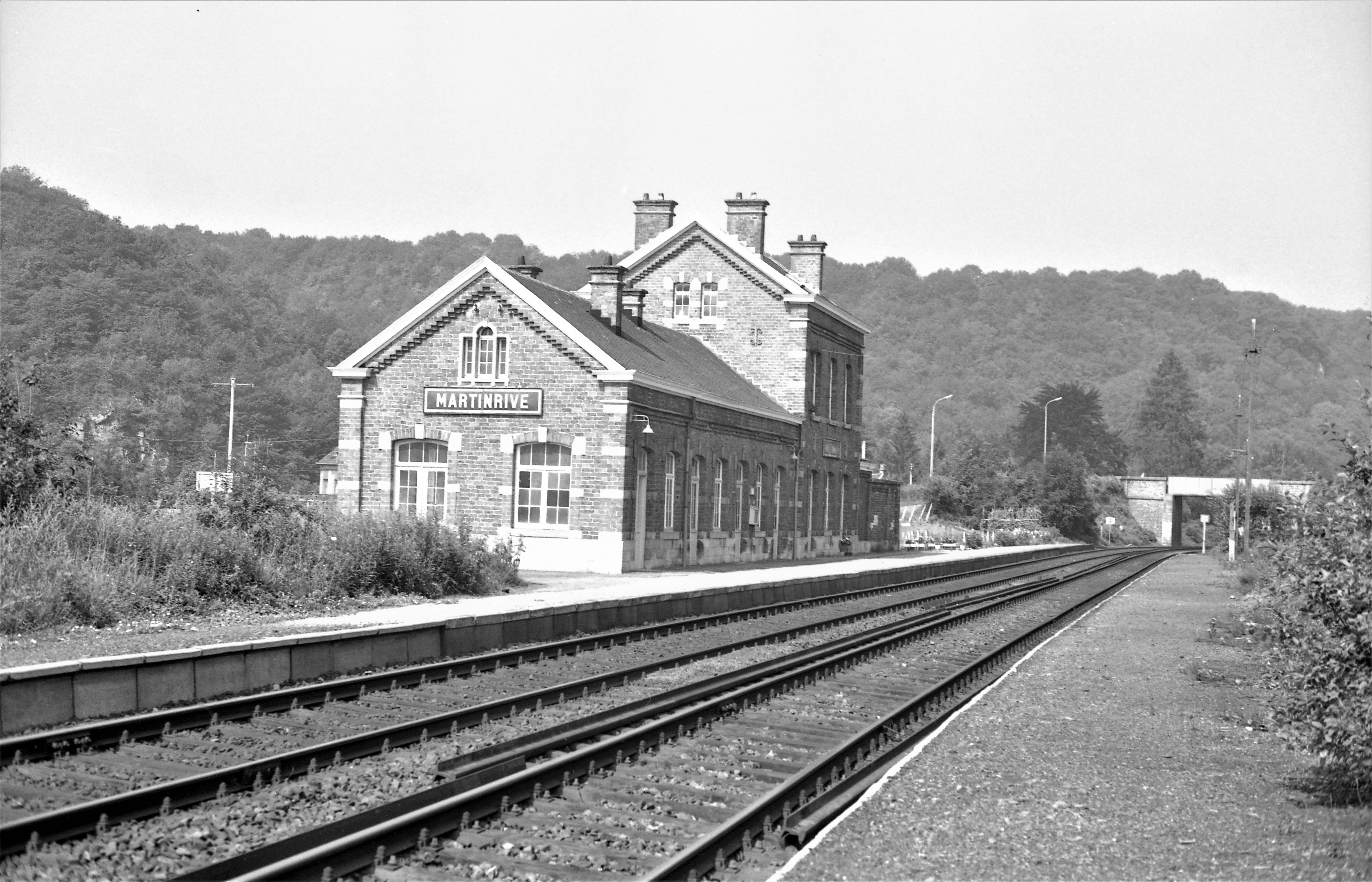
La gare de Martinrive côté quai le 3 août 1977.

Toutes les gares de la nouvelle section entre Rivage et Trois-Ponts sont du même modèle et appartiennent à une série identique érigée uniquement pour la ligne de l'Amblève. Il était en tous points identique à celui de la gare de Liotte, avec une aile basse de sept travées disposée à droite du corps central. En lieu et place d'une halle à marchandises, le magasin à colis occupe l'extrémité de cette aile.
Elle dispose de deux voies à quai pour les voyageurs reliées par un souterrain (comblé). Elle était équipée d'une cour à marchandises et d'embranchements vers deux carrières de pierre locales.
Depuis la fermeture de la cour à marchandises de la gare de Martinrive , les trains venus des carrières sont expédiés jusqu'à la gare d'Aywaille pour triage et pesage. 

## Patrimoine ferroviaire
Après sa fermeture, le bâtiment de la gare de Martinrive a été détruit en 1983. La ferme-château du moulin de Martinrive a récupéré la plaque métallique portant le nom de la gare et l'a installé sur sa façade, visible depuis la voie ferrée.